# 緋剣流れ星お蘭
『緋剣流れ星お蘭』（ひけんながれぼしおらん）はNETテレビ（現・テレビ朝日）の日曜20時枠で1969年10月5日から1970年3月29日まで放送された連続テレビ時代劇。全26話。カラー作品。

## 概要
同じ日曜20時枠で前週まで放映されていた『旅がらすくれないお仙』の続編。同作品の最終回でお仙（松山容子）と別れた女スリ・かみなりお銀（大信田礼子）が、小太刀の達人で博打の強い流れ星お蘭（花園ひろみ）という侍姿の女剣士と新たに出会い、女二人で旅をしながら悪人退治をするコミカルなおとぼけ道中記。お蘭の正体は、ある藩のお姫様という設定。
『旅がらすくれないお仙』と同様、当時放送され人気を博した同じNETテレビと東映制作による『素浪人 月影兵庫』、『素浪人 花山大吉』のフォーマットを踏襲している。
番組終了の半年後に、NETテレビと東映は再び女旅がらすが主人公の道中物時代劇『紅つばめお雪』を制作した。

## キャスト
- 流れ星お蘭 … 花園ひろみ
- かみなりお銀 … 大信田礼子

## スタッフ
- 企画：小沢英輔（NET）、高田正雄（東映）
- 脚本：今村文人、本山大生、森田新、長谷川安人、松村樽樹
- 監督：佐々木康、荒井岱志、長谷川安人、井沢雅彦、林伸憲
- 音楽：小川寛興
- 撮影：森常次、玉木照芳、木村誠司
- 照明：林春海、椹木儀一
- 制作：NET、東映

## 放映リスト（サブタイトルリスト）
| 話数 | サブタイトル            | 放映日         | ゲスト出演者                                                                              | スタッフ                             |
| ---- | ----------------------- | -------------- | ----------------------------------------------------------------------------------------- | ------------------------------------ |
| 1    | あたしが掟よ!           | 1969年 10月5日 | 里見浩太郎、岩本多代、今井健二、藤岡重慶、有川正治                                        | 脚本-本山大生 監督-荒井岱志          |
| 2    | もえた報いよ!           | 10月12日       | 織本順吉、寺島達夫、江夏夕子、鮎川浩、太田博之                                            | 脚本-今村文人 監督-荒井岱志          |
| 3    | あいてが上よ!           | 10月19日       | 若山富三郎、永井柳太郎、穂高稔、岩村百合子                                                | 脚本-今村文人 監督-井沢雅彦          |
| 4    | そだちが敵よ!           | 10月26日       | 沢本忠雄、磯村みどり、小栗一也、不破潤、上杉高也                                          | 脚本-本山大生 監督-荒井岱志          |
| 5    | これが寝業よ!           | 11月2日        | 森次浩司、山本豊三、鷲尾真知子、二本柳寛、堀正夫                                          | 脚本-今村文人 監督-井沢雅彦          |
| 6    | ただでも商いよ!         | 11月9日        | 若山富三郎、青野平義、鈴木晴雄、岡田千代、汐路章                                          | 脚本- 監督-                          |
| 7    | 咲いてもあだ花よ!       | 11月16日       | 黒木進、山村弘三、佐治田恵子、永田光男、南勝                                              | 脚本-本山大生 監督-荒井岱志          |
| 8    | 走るが勝よ!             | 11月23日       | 織本順吉、野口ふみえ、三原有美子、竜崎一郎、藤尾純                                        | 脚本-今村文人 監督-佐々木康          |
| 9    | だまされた得よ!         | 11月30日       | 花沢徳衛、神田隆、佃和美、剣持伴紀、青山隆一                                              | 脚本-今村文人 監督-長谷川安人        |
| 10   | おとりが決め手よ!       | 12月7日        | 三上真一郎、楠年明、鶴田桂子、田中春男、小林昭二                                          | 脚本-本山大生 監督-林伸憲            |
| 11   | ねらいが逆よ!           | 12月14日       | 菅貫太郎、河村有紀、西山嘉孝、森健二、桜井浩子                                            | 脚本-本山大生 監督-荒井岱志          |
| 12   | これから本番よ!         | 12月21日       | 佐々木功、大橋壮多、近藤正臣、松木聖、楠義孝、成瀬昌彦                                    | 脚本-今村文人 監督-佐々木康          |
| 13   | あそびが愚かよ!         | 12月28日       | 白木マリ、前田吟、夏目俊二、守田学、浮田左武郎                                            | 脚本-本山大生 監督-荒井岱志          |
| 14   | 初夢が素敵よ!           | 1970年 1月4日  | 和崎俊也、明石潮、小栗一也、利根はる恵、上岡紀美子                                        | 脚本-今村文人 監督-荒井岱志          |
| 15   | 笑って泣くのよ!         | 1月11日        | 多々良純、村井国夫、原良子、吉田輝雄、永野達雄                                            | 脚本-今村文人 監督-荒井岱志          |
| 16   | 知っているのは南蛮鳥よ! | 1月18日        | 織本順吉、伊吹吾郎、三好美智子、加島こうじ、永井智雄                                      | 脚本-今村文人 監督-佐々木康          |
| 17   | みちづれは罪よ!         | 1月25日        | 織本順吉、倉丘伸太郎、永井秀明、荘司洋子、谷口完                                          | 脚本-森田新 監督-長谷川安人          |
| 18   | かんざしは、女の命よ!   | 2月1日         | 北林早苗、蔵忠芳、金光満樹、島田景一郎                                                    | 脚本-松村樽樹 監督-井沢雅彦          |
| 19   | 力がくせものよ!         | 2月8日         | 織本順吉、亀石征一郎、新井茂子、多々良純                                                  | 脚本-本山大生 監督-林伸憲            |
| 20   | 斬られて、極楽よ!       | 2月15日        | 太田博之、中村芳子、西康一、西山嘉孝、柳生博                                              | 脚本-本山大生 監督-井沢雅彦          |
| 21   | くさっても、鯛よ!       | 2月22日        | 新克利、金子吉延、榎本みつえ、高城淳一                                                    | 脚本-今村文人 監督-荒井岱志          |
| 22   | 悪党で一杯よ!           | 3月1日         | 松川純子、三条美紀、佐々木功、沢淑子、稲吉靖、 岸田森、青山宏、楠年明、五味竜太郎、汐路章 | 脚本-長谷川安人 監督-長谷川安人      |
| 23   | なさけは無用よ!         | 3月8日         | 睦五郎、二瓶正也、市川裕二、西岡江里子、小津敏                                            | 脚本-本山大生 監督-荒井岱志          |
| 24   | さいごの男よ!           | 3月15日        | 中丸忠雄、二階堂有希子、葉山良二、原健策、志賀勝                                          | 脚本-今村文人 監督-荒井岱志          |
| 25   | くもっても、名刀よ!     | 3月22日        | 小栗一也、亀井光代、剣持伴紀、小林勝彦、丸凡太                                            | 脚本-今村文人 監督-林伸憲            |
| 26   | この先は、謎よ!         | 3月29日        | 天津敏、朝倉晴子、清川新吾、木田三千雄、見明凡太郎                                        | 脚本-森田新 ・本山大生 監督-荒井岱志 |

| NET（現テレビ朝日）系 日曜20時台 | NET（現テレビ朝日）系 日曜20時台 | NET（現テレビ朝日）系 日曜20時台 |
| 前番組                           | 番組名                           | 次番組                           |
| -------------------------------- | -------------------------------- | -------------------------------- |
| 旅がらすくれないお仙             | 緋剣流れ星お蘭                   | 丹下左膳                         |